# تشاو جياكين
تشاو جياكين (بالصينية: 赵佳芹) مواليد 22 نوفمبر 1986، هي لاعبة كرة يد صينية تلعب كوسط مدافع. مثلت منتخب الصين لكرة اليد للسيدات.

## سجل المنافسة
شاركت في البطولات التالية:
- بطولة العالم لكرة اليد للسيدات 2011
- بطولة العالم لكرة اليد للسيدات 2013
- بطولة العالم لكرة اليد للسيدات 2015